# Shripad Amrit Dange
Shripad Amrit Dange (ur. 10 października 1899 w prowincji Bombaj, zm. 22 maja 1991 w Bombaju) – indyjski działacz związkowy i polityk komunistyczny.

## Życiorys
Z pochodzenia był Marathem. Studiował na Uniwersytecie Bombajskim, skąd został usunięty za organizowanie ruchu przeciwko przymusowej nauce Biblii. W 1917 podczas rewolucji rosyjskich zainteresował się marksizmem, w latach 20. stał się jednym z liderów lewego skrzydła ruchu antyimperialistycznego w Indiach i liderem związków zawodowych w Bombaju, 1922-1924 wydawał w Bombaju miesięcznik "The Socialists". W 1925 był jednym z założycieli KPI, 1928 brał udział w zakładaniu rewolucyjnego związku zawodowego włókniarzy "Girni Kamgar" i został jego sekretarzem generalnym. Za działalność komunistyczną był kilkakrotnie więziony; łącznie przesiedział w więzieniach 15 lat. W latach 1943–1945 był przewodniczącym, 1945-1947 wiceprzewodniczącym, 1947-1949 ponownie przewodniczącym, a następnie sekretarzem generalnym Wszechindyjskiego Kongresu Związków Zawodowych. Działał w KPI, od 1943 był członkiem jej KC (od 1958: Rady Narodowej), od 1951 Biura Politycznego KC (od 1958: Centralnego Komitetu Wykonawczego), a 1958-1962 członek Centralnego Sekretariatu Rady Narodowej KPI, w kwietniu 1962 został przewodniczącym Rady Narodowej KPI; zrezygnował ze stanowiska w 1978. W latach 1957–1962 i ponownie od 1967 był deputowanym do Lok Sabhy.